# Anjo Selvagem
Anjo Selvagem é uma telenovela portuguesa transmitida pela TVI entre 3 de Setembro de 2001 e 25 de Fevereiro de 2003. Foi uma adaptação do original Argentina "Muñeca Brava" de 1998. Teve a atriz Paula Neves e o ator José Carlos Pereira como protagonistas. Foi a novela de estreia de Dina Félix da Costa
O folhetim foi reposto na TVI em 2006, em 198 episódios, e na TVI Ficção, entre 24 de Outubro de 2012 e 4 de Junho de 2013, num total de 231 episódios.

## Sinopse
Mariana de Jesus (Paula Neves) nasceu e cresceu num convento. Desde logo revela um jeito de tomboy, como companheira de rua dos miúdos da aldeia onde fica o convento. Mas Mariana tem outra faceta… Gosta muito de cantar e dançar, escapando-se pela janela a meio da noite com a sua amiga São (Teresa Tavares), companheira de quarto, para ir às discotecas da zona. Numa dessas saídas, Mariana conhece Pedro Brandão Salgado (José Carlos Pereira), filho de Álvaro Salgado (Alexandre de Sousa) e Helena Brandão Salgado (Manuela Carona), donos da Quinta de Nossa Senhora do Carmo.
Essa quinta já havia sido, em tempos, palco de um amor proibido. Passou-se quando Álvaro, o único filho do casal Sebastião Salgado e Angélica Salgado (Isabel de Castro), se apaixonou pela empregada da casa, Rosário Medeiros (Sílvia Balancho). O resultado foi a gravidez de Rosário, protegida por Angélica e proibida por Sebastião. Face aos problemas financeiros da sua empresa, Sebastião associa-se a Vicente Brandão, que prometeu socorrê-lo, na condição de casar a sua filha Helena com Álvaro.
Cobardemente, Álvaro aceita o casamento por conveniência e a quinta prepara-se para a grande festa. Entretanto, Rosário sabe do motivo da festa pelo irmão e, desesperada, foge da casa, numa noite de tempestade. Acaba por desmaiar em frente a um convento, onde é recolhida com uma grave pneumonia. Na quinta, nunca mais se sabe do seu paradeiro.
Álvaro compra o silêncio do irmão de Rosário, Luciano Medeiros (Manuel Cavaco), dando-lhe o cargo de mordomo. Anos mais tarde, Álvaro passa a tomar conta dos negócios. Apesar dos filhos Pedro e Marta Brandão Salgado (Sara Moniz), o casamento com Helena, que se torna uma alcoólica não assumida, é um desastre. Álvaro tem um caso com Andreia Barroso (Vera Alves), a secretária, uma mulher bonita e sofisticada que planeia o "golpe do baú". 
Existem ainda dois quartos na quinta. Um ocupado por Angélica, viúva, que passa o tempo fechada, prisioneira do passado, e outro quarto onde vive Francisco Brandão (António Pedro Cerdeira), isolado, e preso a uma cadeira de rodas desde que a mãe e a noiva morreram num acidente.
Mas as histórias passadas, que se julgavam enterradas, ressurgem quando Mariana completa dezoito anos, tendo que sair do convento e arranjar um emprego. O seu destino passa pela Quinta de Nossa Senhora do Carmo, onde fará amigos, mas também alguns inimigos.

## Elenco
- Paula Neves - Mariana de Jesus/Medeiros Salgado (Protagonista)
- José Carlos Pereira - Pedro Brandão Salgado (Protagonista)
- Alexandre de Sousa - Álvaro Salgado (Protagonista)
- Vera Alves - Andreia Barroso (Antagonista)
- António Pedro Cerdeira - Francisco Brandão (Protagonista)
- Canto e Castro (†) - Padre Manuel (Padre Manecas) (Protagonista)
- Isabel de Castro (†) - Angélica pil Salgado (Protagonista)
- Manuel Cavaco - Luciano Medeiros
- Manuela Carona - Helena Brandão Salgado
- Maria Dulce (†) - Madre Superiora
- Eduardo Viana -  Marcelo Brandão
- Luísa Ortigoso - Rosa (Rosinha)
- Carlos Areia - Casimiro
- Cristina Cavalinhos - Irmã Damiana (Irmã Bochechas)
- Sara Moniz - Marta Brandão Salgado
- Pedro Giestas - José (Zeca) Bezerra
- Madalena Bobone - Maria Adelina (Lina)
- Manuel Custódia - Filho de Lina
- Paula Luís- Anabela (Belinha)
- Teresa Tavares - Maria da Conceição (São)
- Alexandre Ferreira - Carlos
- Dina Félix da Costa - Rita
- Margarida Vila-Nova - Bárbara Correia Marques
- Frederico Moreno - Rui (Ruca) Correia Marques
- Hugo Sequeira - João Clemente/Medeiros Salgado
- Cláudia Negrão- Luísa Correia Marques
- Marques D'Arede - Fernando Correia Marques
- Pedro Beirão - Nico

## Participação especial
- Manuela Maria - Dra. Ana Teresa
- Silvia Balancho - Rosário Medeiros

## Elenco adicional
- Adelaide João (†) - Elvira[3]
- Alfredo Brito - Rebelo (pai de Pilar)
- Amadeu Caronho - Aníbal
- Ana Mafalda - Beta
- Benjamim Falcão - António Rodrigues
- Bruno Nogueira - Joca
- Carla Lupi (†) - Manuela
- Carlos Lacerda (†) - Serra
- Carlos Nóbrega - Joaquim
- Carlos Santos (†) - Joaquim Clemente
- Cláudia Chéu - Teresa Rodrigues
- Cristina Cunha - Lígia
- Edmundo Rosa - Rui
- Fernando Tavares Marques - Médico
- Filipe Costa - Jaime Cunha Martins
- Francisco Brás - Arnaldo
- Henrique Pinho - Reis
- Isabel Leitão - Rosário Medeiros (Impostora)
- Joaquim Nicolau - Amílcar
- Jorge Estreia - Marquês
- Lourenço Henriques - Guilherme
- Luís Barros - Fernando (Nando)
- Luísa Salgueiro - Susana
- Manuel Castro e Silva - Vítor
- Manuel Coelho - Gustavo Santos
- Manuel Custódia - Filho de Lina
- Manuel Lourenço - Daniel
- Márcia Breia - Nazaré Clemente
- Márcia Leal - Inês
- Maria da Paz - Dona da mercearia
- Maria João Santiago - Lídia
- Mónica Garnel - Margarida Rodrigues
- Neuza Teixeira - Diana Rodrigues
- Patrícia Brito e Cunha - Lurdes
- Paulo Ferreira - Dr. Jorge Silva (médico de Angélica)
- Pedro Carmo - Miguel
- Pedro Lima (†) - Paulo Cruz
- Pedro Pinheiro (†) - Abílio Souto e Castro
- Peter Michael - Sérgio Souto e Castro
- Renato Godinho - Tozé
- Ricardo Castro - Rodrigo
- Ricardo Ferreira - Sérgio
- Rita Andrade - Sara
- Rui Luís Brás - Augusto
- Rui Santos - Alexandre (Alex)
- Sara Santos - Sofia
- Sinde Filipe - Afonso Azevedo Gonçalves
- Sofia de Portugal - Pilar Rebelo
- Sofia Grillo - Carolina Domingues
- Tiago Fernandes - Miguel
- Vítor Filipe - Caetano
- Vítor Norte - Pierre L'Eferge
- Vítor Rocha - Danilo (cigano que rapta Mariana)

## Banda Sonora
- 01 - Anjo Selvagem - Maxi
- 02 - Deixa-te Voar - Susana Félix
- 03 - Como Um Anjo - Anjos
- 04 - Subtil - Susana Félix
- 05 - Promessa - Paula Teixeira
- 06 - Se Me Queres Amar - Faces
- 07 - Só Um Gesto Teu - Santamaria
- 08 - Sou Assim - Tucha
- 09 - Mundo Escuro - Milénio
- 10 - Preso a Ti - Maxi
- 11 - Angelica - Vitorino
- 12 - Se Tu Não Queres (Não Me Importa) - Faces
- 13 - Já Não Me Iludo - Susana Félix
- 14 - Tudo o Que Sonhei (Aqui) - Tucha
- 15 - Nostalgia de Vida - Emanuel
- 16 - Anjo Selvagem - Vitorino
- 17 - Sedutora & Perigosa - Emanuel
- 18 - Palmira E Raúl - Vitorino

## Audiência
O primeiro episódio, dia 2 de setembro de 2001, registou 16.6% de audiência média e 54.7% de share. Ao longo do desenrolar da história, as audiências foram oscilando... No episódio 272 (14/03/2002), a novela registou o melhor resultado com mais de 2,3 milhões de espectadores, ou seja, 24.4% de audiência média. No episódio 561 (04/01/2003), na reta final, a novela teve apenas cerca de 300 mil espectadores, ou seja, 4.2% de audiência média. O penúltimo episódio (24/02/2003), registou 18.7% de audiência média e 45.6% de share. O último episódio, dia 25 de fevereiro de 2003, registou 18.1% de audiência média e 44.5% de share. Ao longo de 603 emissões, a novela registou 13.6% de audiência média e 42.3% de share.

## Curiosidades
- No canal em que foi exibida, marcou uma fase de transição, já que poucos programas televisivos antes deste registaram níveis tão elevados de audiências. Foi também a primeira e até 2014 a única com um episódio exibido em direto (em Outubro de 2014, a novela da RTP1 Água de Mar contou com um episódio gravado em direto).
- Os cenários foram uma constante de surpresas, alguns considerados românticos e profundamente aprazíveis, destacando-se as paisagens de Sintra e a cidade de Alverca do Ribatejo.
- A novela foi muitas vezes alvo de piadas por humoristas, já que durou praticamente dois anos, e a indecisão de saber se Mariana de Jesus (Paula Neves) ficava ou não com Pedro Brandão Salgado (José Carlos Pereira) retirou alguns espectadores à novela da TVI.
- A história foi adaptada do original sul-americano Muñeca Brava.
- Há quem diga que este foi o papel da vida de Paula Neves e que provavelmente nunca irá ter um tão marcante como o da divertida Mariana.
- Mais tarde, a TVI decidiu adaptar Doce Fugitiva, que na Argentina é dos mesmos escritores que Anjo Selvagem.
- Manuela Carona foi afastada das gravações poucos meses depois de elas terem começado, tendo este sido o seu último trabalho como atriz em televisão.
- Inicialmente, começou por ser transmitida apenas no horário das 19h, antes do Jornal Nacional. Poucos meses depois, devido ao sucesso, passou a ser transmitida antes e depois do Jornal Nacional, em episódios duplos. A partir de Abril de 2002, com a estreia de Tudo por Amor às 19h, a novela passou a ser emitida apenas depois do noticiário. A partir de Outubro do mesmo ano, pelo insucesso de Tudo por Amor, que entretanto passou para o horário das 16h, Anjo Selvagem passou a ser transmitida, novamente, em episódios duplos (às 19h e às 21h).